# Ichneumon abrogator
Ichneumon abrogator es una especie de insecto del género Ichneumon de la familia Ichneumonidae del orden Hymenoptera.
 Fue descrita por Schrank en 1781.